# Intruder (película de 1989)
Intruder (conocida en Argentina, México, y España como Intruso en la noche) es una película slasher estadounidense de 1989, escrita y dirigida por Scott Spiegel. TIene como protagonistas a Elizabeth Cox, Renée Estevez, Dan Hicks, David Byrnes y Sam Raimi. El film sigue a un grupo de empleados de un supermercado que son acechados y posteriormente asesinados por un psicópata que se cuela en el edificio a altas horas de la noche.

## Sinopsis
Son altas horas de la noche y en un supermercado los empleados se preparan para pasar su última noche en el lugar ya que el supermercado fue vendido por los dueños, lo que no saben los empleados es que también será la última noche de sus vidas ya que un asesino empezará a acabar con ellos.

## Producción
Intruso en la noche marcaría el debut de Scott Spiegel como director. Spiegel se basó en su experiencia trabajando como empleado del Walnut Lake Market en Míchigan para escribir y dirigir la cinta. La película se filmó en un supermercado vacío, el cual se rentó para la grabación y producción. Sin embargo, todas las estanterías, puestos y heladeras se encontraban desocupadas, así que el equipo de producción tuvo que pedirle a una compañía especializada en productos vencidos que les enviara más de dos toneladas de productos defectuosos para así poder rellenar la tienda entera.

## Elenco
- Elizabeth Cox: Jennifer Ross
- Renée Estevez: Linda
- Dan Hicks: Bill Roberts
- David Byrnes: Craig Peterson
- Sam Raimi: Randy
- Eugene Robert Glazer: Danny
- Billy Marti_: Dave
- Burr Steers: Bub
- Craig Stark: Tim
- Ted Raimi: Joe
- Alvy Moore: Oficial Dalton
- Tom Lester: Oficial Mathews
- Emil Sitka: Sr. Abernathy
- Bruce Campbell: Oficial Howard
- Lawrence Bender: Oficial Adams